# YUME no MELODY/Dreamland
「YUME no MELODY/Dreamland」（ユメノメロディ/ドリームランド）は、日本の男性グループ・MAG!C☆PRINCEのシングル。5作目のシングルとして2017年10月18日にユニバーサルミュージックのレーベル・ZEN MUSICからリリースされた。MAG!C☆PRINCEとしては初の両A面シングルである。

## 制作
「YUME no MELODY」の作詞作曲はヒロイズム。ファースト・アルバム収録曲「Compass」、前作「UPDATE」に続く、「ヒロイズム3部作」の第3弾である。「YUME no MELODY」というフレーズは、歌詞では「夢のメロディ」と表記される。「Dreamland」は、サード・シングル「Over The Rainbow」の作曲を手掛けた渡辺拓也が作詞作曲を担った。
パフォーマンスにおいては、「YUME no MELODY」の振り付けを「UPDATE」に引き続きFISHBOYが担当した。この曲中では、男子新体操の学生選手であったリーダー・平野泰新の監修による、スティックを用いたパフォーマンスが披露される。

## リリース、プロモーション
2017年7月8日、グループ初の東京ワンマン公演『本気☆LIVE at Zepp Tokyo』のステージ上で、グループとして初の両A面シングルとなる本作のリリースを発表。このライブで「Dreamland」を初披露した。同月22日からリリースイベントを開始。30日、CBCラジオのイベント『CBCラジオ夏まつり2017』に出演し、「YUME no MELODY」を初披露した。
9月18日、「YUME no MELODY」のミュージック・ビデオをYouTube上で公開。9月23日に東京・サンシャインシティ噴水広場でリリースイベントを開催。ここで「YUME no MELODY」と「Dreamland」の2曲が、ともに10月から放送される冠番組『マジ☆弟子 SEASON2』（テレビ東京ほか）のテーマソングおよびテレビドラマ『恋する香港』（MBS/TBS系）のテーマソングに起用されたことを発表し、メンバーの永田薫が『恋する香港』に出演することも明かされた。28日、「Dreamland」の『本気☆LIVE at Zepp Tokyo』でのライブ・シーンを、このライブのDVDのプロモーション映像としてYouTube上で公開。10月から「Dreamland」がグループが出演する「イモトのWiFi」CMの新シリーズに使用された。
10月16日（15日深夜）放送の冠番組『本気プリ』（CBC）では、このシングルのリリースに伴い、「名古屋市営地下鉄桜通線の全駅を巡り、店にポスターを貼ってもらえるよう交渉する」という企画を行った。同じ16日から東京・109に大型広告を掲載し、同日に109前でゲリラライブを開催した。

## リリース形態、アートワーク
CDシングルは、初回限定盤・通常盤・各メンバー仕様のメンバー個人絵柄盤5種の、計7種の形態でリリースされた。CDの収録内容はすべて同じで、初回限定盤には「YUME no MELODY」のミュージック・ビデオとそのメイキングを収録したDVDが付属する。
ジャケット写真は根本好伸が撮影した。初回限定盤のジャケットは、上半身を赤、下半身を白で統一した、個々のメンバーカラーを反映していない衣装で、これはミュージック・ビデオの中で着用している衣装のひとつと同じものである。通常盤とメンバー個人絵柄盤のジャケットは、メンバーカラーのパーカーを着た姿である。個人絵柄盤は各メンバーをセンターに配置し、背景色をそのメンバーカラーとしたもの。通常盤のアートワークは、センターが西岡健吾、背景色はピンクと、従来のセンターである西岡のメンバー個人絵柄盤と似たものになっている。

## 収録トラック

### 通常盤
1. 「YUME no MELODY」（作詞・作曲・編曲: ヒロイズム） – 3:56
2. 「Dreamland」（作詞・作曲・編曲: 渡辺拓也） – 3:47
3. 「YUME no MELODY (instrumental)」
4. 「Dreamland (instrumental)」

### 初回限定盤
CD
通常盤に同じ
DVD
1. 「YUME no MELODY Music Video」
2. 「YUME no MELODY Music Video メイキング」

### メンバー個人絵柄盤
5種すべて通常盤に同じ

## メディアでの使用
- 「YUME no MELODY」 - 『マジ☆弟子 SEASON2』エンディングテーマ・『恋する香港』エンディングテーマ[7]
- 「Dreamland」 - 『マジ☆弟子 SEASON2』オープニングテーマ・『恋する香港』オープニングテーマ・エクスコムグローバル「イモトのWiFi」CM使用曲[7][9]

## チャート成績
2017年10月30日付のオリコン週間シングルランキングにおいて2位を記録。リリース初週の売り上げで前作「UPDATE」の累計売上を上回り、シングル・アルバムを通じて自己最高売上を更新した。同日付のBillboard Japan Hot 100において、総合ポイント数7,547で2位を記録した。